# Шехзаде Мустафа
Шехзаде́ Мустафа́ (осман. شهزاده مصطفى‎, тур. Şehzade Mustafa МФА: ʃehzaːˈde mustaˈfa; 6 августа 1515, Маниса — 6 октября 1553, Эрегли) — сын Сулеймана Великолепного от его наложницы Махидевран-султан и один из его наследников. Санджак-бей Манисы с 1533 по 1541 и Амасьи с 1541 по 1553 годы.
Писал стихи под псевдонимом Мухлиси́ (МФА:  muhliˈsi), что в переводе с арабского означает «честный, искренний, чистосердечный».

## Биография
Мустафа родился в 1515 году в Манисе в семье будущего османского султана Сулеймана I, который в то время пребывал на посту санджакбея Манисы, и черкешенки Махидевран. Мустафа не был старшим сыном Сулеймана: к 1515 году у будущего султана уже было двое сыновей — Махмуд и Мурад. В 1520 году умер султан Селим I; Сулейман стал султаном и вместе с семьёй перебрался в Стамбул. Через год от оспы скончались старшие сыновья султана, что сделало шехзаде Мустафу единственным наследником престола. В 1521 году у другой фаворитки султана Сулеймана, Хюррем-султан, родился сын шехзаде Мехмед, которого, как полагали некоторые историки, Сулейман видел своим преемником в обход Мустафы.
Согласно османской традиции, все шехзаде должны были проходить обучение управлению страной, занимая пост санджак-бея в одной из провинций; старший сын и наследник престола чаще всего становился санджак-беем Манисы. Мустафа отбыл в Манису вместе с матерью в 1533 году после торжественной церемонии. Один из венецианских дипломатов в 1540 году так описывал двор шехзаде и роль при дворе его матери: «этот изумительный и блестящий двор [был] не меньше, чем [двор] его отца» и «мать его, которая была с ним, наставляла, как добиться любви народа».
В 1541 году из-за переговоров шехзаде Мустафы с австрийским послом Сулейман окончательно отдалил от себя сына и перевёл его на пост санджак-бея Амасьи, посадив в Манисе старшего сына Хюррем, шехзаде Мехмеда; Амасья находилась дальше от столицы, что снижало шансы Мустафы на занятие трона в случае смерти султана. Шехзаде Мехмед умер в 1544 году; мать Мустафы рассчитывала, что он вернётся в Манису, однако султан отправил туда другого сына Хюррем — шехзаде Селима. Ещё один сын Хюррем, шехзаде Баязид, был отправлен сначала в Конью, а затем и в Кютахью, которые также были ближе к Стамбулу, чем Амасья. В ситуации, когда из трёх претендентов на престол двое были сыновьями Хюррем Султан, жизни Мустафы угрожала опасность: в 1553 году Наваджеро писал, что «мать Мустафы прикладывает много усилий, чтобы избежать отравления её сына… и он имеет безграничное уважение и благоговение перед ней».

Мустафа всегда был весьма популярен в народе, поэтому после его казни начались беспорядки. Когда ему было девять лет, венецианский посол писал: «у него есть исключительный талант, он будет воином, что так любят янычары, и совершит великие подвиги». В 1553 году, когда Мустафе было 38 лет, Наваджеро писал, что «невозможно описать, насколько он любим и также желанен как наследник престола».
Слухи и спекуляции того времени гласили, что к концу правления Сулеймана I борьба за трон между его сыновьями стала очевидной; кроме того, как считали некоторые современники, Хюррем и её зять, великий визирь Рустем-паша, настраивали султана против Мустафы, обвиняя его в заговоре против султана и организации беспорядков с целью свержения Сулеймана I. В 1553 году в ходе войны против персов Рустем-паша предложил Мустафе вступить в армию отца и в то же время предупредил самого Сулеймана о том, что Мустафа идёт к нему для того, чтобы убить его. Сулейман поверил, что его жизни угрожает опасность, и приказал казнить своего сына. Когда Мустафа вошёл в шатер отца, чтобы встретиться с ним, охрана Сулеймана окружила султанский шатер, чтобы опальный престолонаследник не сумел спастись. В итоге в ходе схватки с немыми палачами Мустафа был убит Залом Махмудом - агой. Несколько дней спустя был также казнён семилетний сын Мустафы, Мехмед. Неизвестно, действительно ли Мустафа собирался свергнуть султана или же его оговорили.
До самого конца жизни сына Махидевран-султан старалась оградить его от политических врагов и, скорее всего, организовала и поддерживала обширную сеть информаторов для этой цели. Посол Тревизано в 1554 году писал, что в день казни Мустафы Махидевран послала ему записку с предупреждением, что отец хочет его убить, но Мустафа проигнорировал предостережение матери и друзей.
Шехзаде Мустафа был похоронен в комплексе Мурадие в Бурсе, где для него по приказу султана Селима II был построен мавзолей. Там же похоронена его мать Махидевран Султан.
После смерти Мустафы янычары и анатолийские солдаты Мустафы стали протестовать против решения Сулеймана. Более того, появился некий самозванец, выдававший себя за казненного шехзаде. Армия Мустафы считала, что виной всему были политические интриги Хюррем-султан и Рустем-паши. После протеста армии Сулейман освободил Рустем-пашу от занимаемой должности и отправил его обратно в Стамбул.

## Дети
Энтони Олдерсон писал о троих детях шехзаде Мустафы: шехзаде Мехмеде/ Мураде (казнён в октябре 1553 года), Шах-султан (была замужем за неким Хасаном-агой) и неизвестной по имени дочери (была замужем за неким Махмудом, умерла 2 октября 1577 года).
Йылмаз Озтуна указывает четверых детей Мустафы: Шах-султан (1550? — 2 октября 1577; с 1 августа 1562 года была замужем за агой янычар Абдюлькеримом-агой), Нергис-шах-султан (родилась в 1536 году, была замужем бейлербеем Анатолии Дженаби Ахметом-пашой), шехзаде Мехмед (казнён в Бурсе в 1553 году) и шехзаде Ахмеде (умер в Конье в 1552 году).

## Киновоплощения
- 1997 — «Роксолана» (Украина); роль Мустафы исполнил Владимир Голосняк.
- 2003 — сериал «Хюррем Султан» (Турция); роль Мустафы исполнил Эрджю Туран.
- 2011-2014 — сериал «Великолепный век» (Турция); роль взрослого Мустафы исполнил Мехмет Гюнсюр.